# George Munroe
George Barber Munroe est un joueur américain de basket-ball, né le 5 janvier 1922 à Joliet, dans l'Illinois, et mort le 19 août 2014, à New York. Après avoir évolué, dans le championnat universitaire NCAA, sous les couleurs du Big Green de Dartmouth, il joue durant deux saisons dans des clubs de la Basketball Association of America (BAA), ancêtre de la National Basketball Association (NBA).

## Biographie

### Carrière sportive
George Munroe effectue ses études au Dartmouth College, où il est membre de plusieurs fraternités d'étudiants, dont Phi Kappa Psi, Casque and Gauntlet et Green Key Society. Il intègre l'équipe de basket-ball universitaire du Big Green, dont le joueur en vue est alors Gus Broberg. Aux côtés de ce dernier et de Jim Olsen, qui rejoint l'équipe au même moment, Munroe devient un élément essentiel d'une équipe qui accède pour la première fois, en 1941, à la phase finale de la Division I du championnat universitaire NCAA. Le Big Green s'incline dès le premier tour face aux Badgers du Wisconsin (51-50 ; 15 points de Munroe). Dartmouth parvient toutefois à accrocher la troisième place de la région Est en battant les Tar Heels de Caroline du Nord lors de la finale de consolation (60-59 ; 18 points de Munroe).
En 1942, le Big Green se qualifie sans difficulté pour le tournoi NCAA au terme d'une saison régulière que l'équipe survole, malgré le départ de Gus Broberg. Dartmouth écarte successivement les Nittany Lions de Penn State (44-39 ; 8 points de Munroe) et les Wildcats du Kentucky (47-28 ; 20 points de Munroe) pour parvenir en finale du tournoi. Lors de cette rencontre, Dartmouth s'incline 53-38 face aux Indians de Stanford menés par Howie Dallmar, désigné meilleur joueur du tournoi et qui inscrit 15 points ; Munroe, quant à lui, est le meilleur marqueur du match du côté du Big Green, avec 12 unités. Il est élu au terme de la saison dans la All-America Second Team, l'une des deux équipes-types du championnat NCAA.
L'année suivante, en 1943, le Big Green, où évolue désormais Aud Brindley, parvient à nouveau en phase finale du championnat. Ils s'inclinent dès le premier match, victimes de George Mikan, natif de Joliet comme Munroe, et de ses Blue Demons de DePaul (46-35 ; 8 points de Munroe). Dartmouth se console en remportant le match pour la troisième place de la région Est, qui oppose le Big Green aux Violets de NYU (51-49 ; 6 points de Munroe).
Quittant Dartmouth College, Munroe s'enrôle dans la marine américaine en 1943, où il reste jusqu'en 1946. Il sert notamment sur le cuirassé USS Maryland, qui participe à la bataille d'Okinawa en 1945.
À son retour à la vie civile, Munroe s'engage auprès d'une équipe de basket-ball nouvellement créée : les Bombers de Saint-Louis, qui évoluent dans la toute nouvelle Basketball Association of America. Lors de sa première saison avec les Bombers, en 1946-1947, Munroe dispute 59 matches de saison régulière, ne manquant que trois rencontres et inscrivant en moyenne 7 points par match. Les Bombers terminent à la deuxième place du classement de la Division Ouest et accèdent aux playoffs. Ils sont éliminés au premier tour par les Warriors de Philadelphie, futurs champions. Munroe inscrit 16 points lors du premier match de la série (défaite 73-68), 10 lors du second (victoire 73-51) et 8 lors du troisième (défaite 59-75).
Munroe revient en Nouvelle-Angleterre pour la saison BAA 1947-1948 et signe aux Celtics de Boston. Sa contribution est moindre, puisqu'il ne dispute que 22 matches en saison régulière, et que sa moyenne tombe à 3,4 points par rencontre. Malgré une saison décevante, avec moins de 50 % de victoires, les Celtics se hissent en playoffs. Ils sont éliminés au premier tour par les Stags de Chicago. L'apport de Munroe est minime, avec deux points inscrits lors des deux premiers matches de la série, et aucun lors du troisième.
En 2005, George Munroe est élu au temple de la renommée (Hall of Fame) du Musée du basket-ball de l'Illinois.

### Avocat et hommes d'affaires
Après la saison 1947-1948, George Munroe quitte le basket-ball professionnel afin de poursuivre ses études et se lancer dans une carrière d'avocat et d'homme d'affaires.
Inscrit à la faculté de droit de Harvard, il obtient un Bachelor of Laws en 1949. Munroe est ensuite reçu au barreau de New York, et travaille chez Cravath, Swaine & Moore, grand cabinet d'avocat new-yorkais. Son séjour à Big Apple est cependant de courte durée, puisque Munroe obtient une bourse Rhodes et part étudier à Christ Church, collège de l'Université d'Oxford. Il obtient son Bachelor of Arts en 1951, et quelques années plus tard, il retourne à Christ Church pour effectuer un Master of Arts. Ce diplôme obtenu en 1956, il revient à son travail d'avocat à New York, avant de s'engager, en 1958, auprès de l'entreprise minière Phelps Dodge.
Munroe devient vice-président de Phelps Dodge quatre ans après son arrivée, en 1962. En 1966, il devient président. À partir de 1969, il cumule cette fonction avec celle de directeur général, qu'il conserve seule après avoir quitté son poste de président en 1975. Munroe prend sa retraite en 1987.
Il meurt le 19 août 2014 à New York, à l'âge de 92 ans.

## Famille
George Barber Munroe s'est marié à deux reprises.
Sa première femme est Helen Marie Taylor (née le 17 novembre 1923 à Waco, au Texas), qu'il épouse le 22 juin 1945. De ce mariage sont issus deux fils : George Taylor Munroe (né le 25 novembre 1947) ; et Ralph William Taylor Munroe (né le 4 novembre 1951 à Londres ; mort le 3 novembre 2019 à Charlottesville), né pendant que son père était boursier Rhodes à l'Université d'Oxford et sa mère étudiante à la Royal Academy of Dramatic Art de Londres. Le couple divorce en 1964. Helen Taylor est nommée représentante des États-Unis à la 22e Conférence générale de l'Unesco (1982) et, en 1986, à la 41e session de l'Assemblée générale des Nations unies. Le musée d'histoire de sa ville de natale de Waco, au Texas, porte son nom (Helen Marie Taylor Museum of Waco History).
La seconde épouse de Munroe, Elinor Bunin Munroe, est une réalisatrice, en particulier de génériques pour la télévision, née le 4 août 1920. Elle se marie avec Munroe le 30 mai 1968. Elle participe en 1977 à la fondation des New York Women in Film & Television, et exerce la direction créative de WNET. Le siège de Film at Lincoln Center, organisation dont Elinor Bunin Munroe est membre et mécène, est nommé en son honneur en 2011 (Elinor Bunin Munroe Film Center). Elle meurt le 20 avril 2017 à l'âge de 96 ans.